# Татар Елевци
Татар Елевци, още Град Елевци или Турско Елевци (на македонска литературна норма: Татар Елевци), е село в Северна Македония, в община Дебър.

## География
Селото е разположено в областта Горни Дебър в южните склонове на планината Дешат на десния бряг на Радика над Дебърското езеро.

## История
Името Град Елевци, показва близостта до град Дебър, а имената Татар Елевци и Турско Елевци показват старо мюсюлманско население и са противопоставени на Каурско Елевци в Жупа. Бранислав Русич счита, че селото е било населено с татари, които може би са имали старейшина Елез, откъдето през Елезци и Елееци да е дойшло до Елевци, а в подкрепа на тази теория подчертава, че жителите турци на Елевци в Жупа произнасят името на селото като Елѐсца. Демонимът съответно е елешани, а прилагателното елешки.
В Бигорския поменик селото е споменато като Долно Елевци.
В XIX век Татар Елевци е българско село в Дебърска каза на Османската империя. В „Етнография на вилаетите Адрианопол, Монастир и Салоника“, издадена в Константинопол в 1878 година и отразяваща статистиката на населението от 1873 година, Татар Елевци е посочено като село с 15 домакинства, като жителите му са 52 българи.
Според статистиката на Васил Кънчов („Македония. Етнография и статистика“) в 1900 година Грат Елевци има 155 жители българи християни.
На Етнографската карта на Битолския вилает на Картографския институт в София от 1901 година Татар Елевци е смесено село българи, помаци, албанци и турци в Дебърската каза на Дебърския санджак с 16 къщи.
Цялото население на селото е под върховенството на Българската екзархия. Според секретаря на екзархията Димитър Мишев („La Macédoine et sa Population Chrétienne“) в 1905 година в Турско Елевци има 112 българи християни, всички екзархисти.
При избухването на Балканската война един човек от Татар Елевци е доброволец в Македоно-одринското опълчение. Селото е посочено втори път като се казва, че при избухването на Балканската война в 1912 година 12 души от Елевци (Елевци и Татар Елевци) са доброволци в Македоно-одринското опълчение. След Междусъюзническата война селото остава в Сърбия.
В 1915 година, по време на Първата световна война, селото е анексирано от Царство България. Към 1 март 1916 година Градъ Елевци е част от Раичката община на българската Дебърска околия.
Според преброяването от 2002 година селото има 10 жители.
| Националност | Всичко |
| македонци    | 9      |
| албанци      | 1      |
| турци        | 0      |
| роми         | 0      |
| власи        | 0      |
| сърби        | 0      |
| бошняци      | 0      |
| други        | 0      |

## Личности
Родени в Татар Елевци
- Деспот Андонов, македоно-одрински опълченец, 25-годишен, майстор зидар, основно образование, 4 рота на 1 дебърска дружина, носител на кръст „За храброст“ ІV степен[10]
- Иларион Бигорски (? - 1807), български духовник от XVIII - XIX век
- Кръсто Ангелов, македоно-одрински опълченец, 4 рота на 1 дебърска дружина[11]

Починали в Татар Елевци
- Панче Поповски (1924 – 1944), югославски партизанин